# 에리히 오버마이어
에리히 오버마이어(독일어: Erich Obermayer, 1953년 1월 23일, 빈 ~)는 오스트리아의 전직 축구 선수이다.

## 클럽 경력
그는 1975년 4월, 헝가리와의 유로 1976 예선전 경기에서 오스트리아 국가대표팀 첫 경기를 치렀고, 1978년 월드컵에 참가해 네덜란드전 득점을 기록했고, 1982년 월드컵 당시 선수단 주장을 맡았다. 그는 총 50번의 오스트리아 국가대표팀 경기에서 1골을 기록했다. 그의 마지막 국가대표팀 경기는 1985년 3월에 열린 소련과의 친선경기였다.